# Nazireato
Il nazireato (in ebraico: נזיר, Nazir, cioè "consacrato", "separato") è, nella Bibbia, la consacrazione di un ebreo a Dio con il conseguente voto di seguire alcuni rigidi precetti di vita; il consacrato è detto nazireo, ma anche nazareo, nazirita, nazarita. Gli obblighi inerenti a questo voto sono illustrati nella Bibbia, nel Libro dei Numeri (6,1-21) e nel Libro dei Giudici (Gc13,1-14): il nazireo non può mangiare né cibi impuri né cibi provenienti dalla vigna.

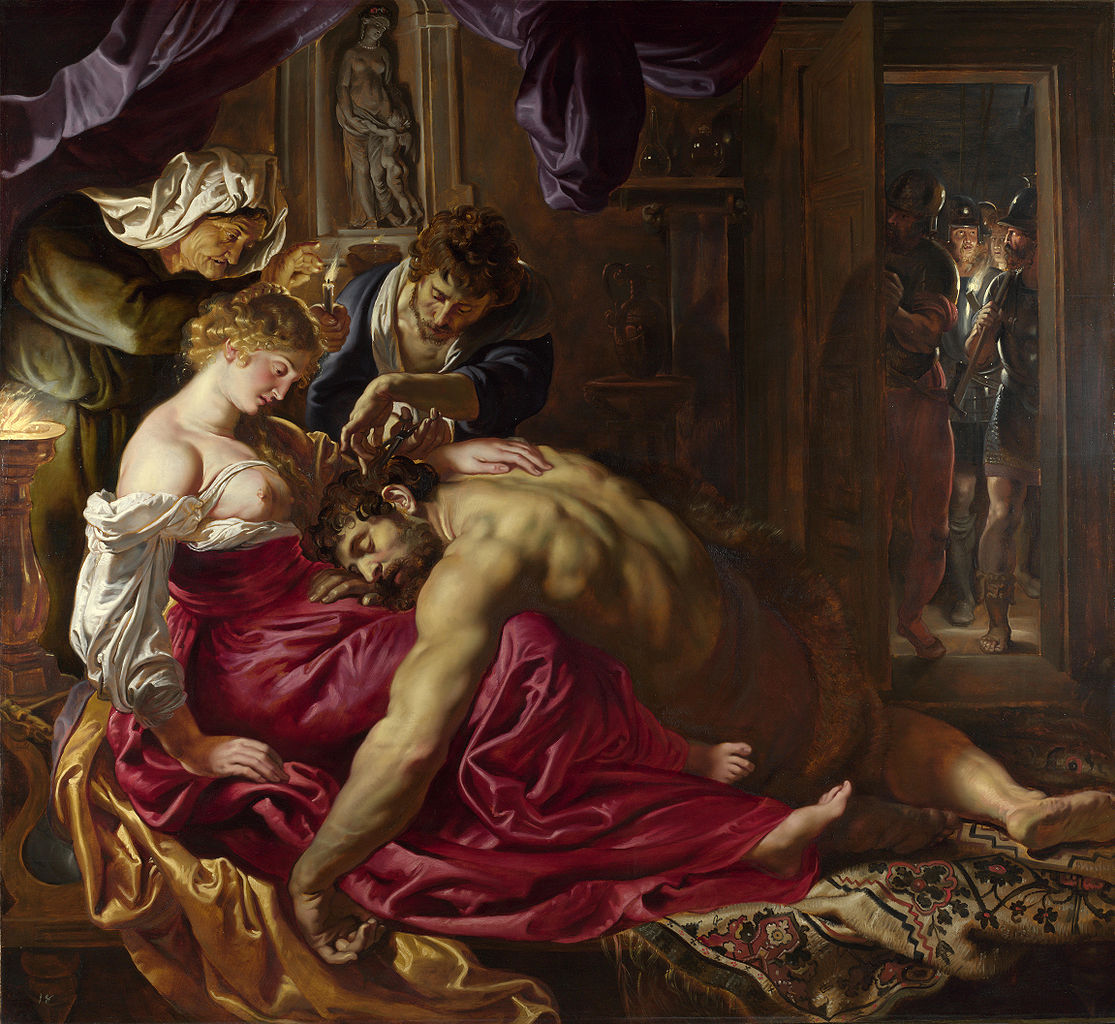
Sansone e Dalila, dipinto di Peter Paul Rubens, 1609-1610 circa, National Gallery, Londra

Nello specifico,cfr. "Descrizione nella Bibbia" questo voto di nazireato richiedeva che l'uomo o la donna seguissero le seguenti regole:
- astenersi dal vino, aceto di vino, uva, uva passa, liquori intossicanti,[4] aceto distillato da tali sostanze,[5] e dal mangiare o bere qualsiasi sostanza che contenga traccia d'uva;[6]
- evitare di tagliarsi i capelli in testa, ma consentire alle ciocche di capelli di crescere;[7]
- non diventare impuro/a toccando cadaveri o tombe (quindi non può partecipare a funerali né entrare in un cimitero), anche di membri di famiglia e parenti stretti.[8]

Dopo aver seguito queste regole per un determinato lasso di tempo (specificato al momento del voto individuale), la persona si immergeva in un mikveh e faceva tre offerte: una come offerta d'olocausto (olah, bruciata sull'altare del Tempio), una coppia di tortore o di piccioni (uno come offerta del peccato e l'altro come Olocausto) e un giovane
montone come offerta per la colpa (shelamim), oltre ad un cesto di pane azzimo, grano e libagione, che accompagnavano l'offerta di pace. Il nazireo poi compiva davanti a un sacerdote il rito nel quale gli venivano rasati i capelli, che poi erano bruciati nello stesso fuoco come sacrificio di comunione (Numeri 6:18).
Alcuni personaggi biblici, tuttavia, furono nazirei per tutta la vita "fin dal seno materno" (ab utero), come ad esempio l'eroe Sansone (Gc13,2-7), uno dei Giudici d'Israele, al quale Dio donò una forza sovrumana proprio per la sua iniziale obbedienza ed osservazione del voto di nazireato (13,1-16,31).
Nell'ebraico moderno la parola nazir viene comunemente usata per i monaci, sia cristiani che buddhisti - questo significato ha infatti rimpiazzato quello biblico originale. Da notare comunque che la tradizione dei "capelli lunghi" viene tuttora osservata con l'uso dei payot da parte di alcuni uomini e ragazzi delle comunità religiose ebraiche ortodosse, secondo l'interpretazione dell'ingiunzione biblica contro la rasatura degli "angoli" (in tondo) della propria testa.

## Il termineNazir
Il termine nāzîr è radicato nel verbo che significa "separare". In senso negativo, Isaia 1:4 e Ezechiele 14:5,7 descrivono i peccatori letteralmente come "sviati e voltati indietro" (cioè estraniati da Dio). Più spesso la radice linguistica denota un senso di consacrazione o dedicazione. Levitico 22:2 descrive le donazioni che sono sacre a Dio come "separate, messa da parte". Il ruolo dei sacerdoti è quello di "separare la gente dalle proprie impurità" (Levitico 15:31: "terrete separati i figli d'Israele da ciò che li contamina"). Con grande ironia il profeta Osea denuncia la peccaminosità del popolo dicendo che si sono separati o "consacrati a quell'infamia" nell'adorare Baal, la divinità cananea (Osea 9:10).
Tuttavia molti dei termini che derivano da nzr si riferiscono a simboli o segni di una condizione speciale appartata, consacrata, che include i capelli, la testa o l'acconciatura, tutti correlati tra loro. Nella Bibbia ebraica, un nome comune derivato dalla radice è nezer, termine che sembra significare una "corona" o la condizione di possedere una regalità di sorta. L'amalecita che afferma di aver ucciso Saul quando gli chiedeva loro di farlo morire perché sofferente di troppe ferite, porta a Davide, futuro re successore, la corona di Saul, la sua nezer, come prova dell'avvenuta morte. Tale nezer è simbolo dell'uomo che fu precedentemente "distinto, riservato a" Dio (cfr. anche 2 Re 11:12; Cronache 23:11; Proverbi 27:24; Salmi 89:40,132:18). Questa condizione di essere separati viene applicata a Giuseppe nel linguaggio formulaico riscontrato negli antichi poemi: si veda Genesi 49:26 e Dueteronomio 33:16 – ûlĕqodqōd nĕzîr `eḥāyw, letteralmente "sulla testa di colui che fu separato dai suoi fratelli" (cfr. anche Lamentazioni 4:7 dove il termine forse significa "prìncipi" o regalità: coloro che sono separati). Levitico 21:12 si riferisce alla condizione speciale del sacerdote che è "esaltato al di sopra dei suoi simili" a causa della "consacrazione che è su di lui "mediante l'olio dell'unzione"" versato sul suo capo. Nuovamente, quindi, essere distinti, santi e possedere uno stato di speciale consacrazione, hanno a che fare con la testa. In modo simile, ciò che appare essere una particolare gemma spesso tradotta "diadema", è chiamata nēzer e viene indossata in una sorta di turbante o acconciatura dal sacerdote (Esodo 29:6;39:30: "gli porrai sul capo il turbante e fisserai il diadema sacro sopra il turbante"; cfr. anche Zaccaria 9:16).
Anche il Nazirita Sansone, come gli altri così designati nella Bibbia ebraica (Tanakh), è uno che è separato, consacrato e dedicato in un qualche senso, il cui status chiaramente possiede del simbolismo riferito alla testa. Oltre ai capelli vi si ritrova un complesso di simboli relativi al nazireato che devono essere esaminati in contesti culturali e biblico-letterari. In Giudici 13-16, la condizione di Sansone quale nazireo si collega con l'astenersi da parte di sua madre gravida dai prodotti fermentati del vino e da cibo impuro, dalla promessa di Sansone di non far mai avvicinare al proprio capo un rasoio, promessa che mantiene fino all'intervento di Dalila. Il più ampio contesto biblico (per esempio Numeri 6:3-4 e Amos 2:11-12) indicano che l'astinenza dal vino in particolare fa sempre parte di ciò che si potrebbe chiamare la condizione rituale del nazireo, anche se emergono delle differenze nell'interpretare questa condizione rituale, in particolare tra Numeri 6 e altri riferimenti: vino e capelli sono parte di un complesso simbolico condiviso.

## Leggi del nazireato
La Halakhah (Legge ebraica) ha una ricca tradizione sulle leggi del nazireato. Tali leggi vennero registrate per la prima volta sulla Mishnah e sul Talmud nel Trattato Nazir. Furono poi codificate da Maimonide nella sua opera Mishneh Torah - Hafla'ah, Nazir. Dalla prospettiva dell'Ebraismo ortodosso queste leggi non sono una curiosità storica, bensì possono essere praticate anche correntemente. Tuttavia, poiché ora non esiste più il Tempio di Gerusalemme onde poter completare il voto, le autorità rabbiniche sconsigliano fortemente l'osservanza del nazireato, tanto che non se ne ha quasi più notizia.

### Leggi generali

#### Come voto
Tutte le leggi di voti in generale si applicano anche al voto di nazireato. Come per gli altri voti, un padre ha la capacità di annullare il voto nazireo della sua figlia giovane, e un marito ha la capacità di annullare il voto della moglie, la prima volta che ne vengono a conoscenza (Numeri 30). Allo stesso modo tutte le leggi relative ai voti d'intento e condizionali si applicano anche ai voti nazirei.

#### Tipi di nazireato
In generale esistono tre tipi di naziriti:
1. Nazirita per un tempo determinato
2. Nazirita permanente
3. Nazirita come Sansone

Ognuno di questi ha leggi leggermente diverse. Ad esempio, al nazirita permanente è permesso di tagliarsi i capelli una volta l'anno, se i capelli gli danno fastidio. Un nazirita come Sansone è permanente e non è obbligato ad evitare i cadaveri. Questi tipi di naziriti non hanno origine nella Bibbia, ma sono noti tramite la tradizione.
Una persona può diventare nazirita sia che il Tempio di Gerusalemme sia in esistenza o meno. Tuttavia, mancando il tempio, non c'è modo di portare le offerte che facciano terminare il periodo nazireo, quindi il voto diventa permanente, rientrando nel 2º tipo succitato.

#### Ripetere il nazireato
Se un nazirita non riesce a soddisfare i citati tre obblighi, possono verificarsi delle conseguenze. Tutto o parte del tempo che la persona ha passato come nazirita potrebbe essere necessario ripeterlo. Inoltre, la persona potrebbe essere obbligata a portare sacrifici.
Se un nazirita debba ripetere il tempo di nazireato dipende da che parte del voto sia stato trasgredito. Quel nazirita che divenisse contaminato da un cadavere è obbligato a cominciare l'intero periodo di nazireato nuovamente. Nella Mishnah, la Regina Elena di Adiabene promise di essere una nazirita per sette anni, ma venne contaminata vicino alla fine di ciascuno dei due suoi primi periodi nazirei, costringendola a ricominciare due volte. Fu nazirita per totale di 21 anni. I naziriti che si rasano la testa sono obbligati a rifare gli ultimi 30 anni del periodo nazireo. Tuttavia, se il nazirita beve del vino, il periodo di nazireato continua normalmente.

### Diventare nazireo
Un Israelita uomo o donna, può diventare nazirita solo con una dichiarazione verbale intenzionale. Tale dichiarazione può esser fatta in qualsiasi lingua e può essere formulata nella maniera più semplice, dicendo per esempio "anch'io" quando passa vicino ad un nazirita.
La persona può specificare la durata, a partire da 30 giorni in su. Se una persona non lo specifica, o specifica un periodo di tempo inferiore ai 30 giorni, il voto è di 30 giorni. Una persona che dice "Sono nazirita per sempre" o "Sono nazirita per tutta la vita" è un nazirita permanente (nr. 2) e leggi leggermente differenti vengono applicate. Similmente, se una persona dice "Sono un nazirita come Sansone" (nr. 3), le leggi dei naziriti come Sansone vengono applicate. Tuttavia, se una persona dice che è nazirita per mille anni, questa persona è un nazirita regolare.
Un padre, ma non una madre, può dichiarare nazirita suo figlio, ma non sua figlia. Ciononostante, il figlio o qualsiasi membro stretto della famiglia ha il diritto di rifiutare tale condizione.

### Essere un nazireo
Questo voto, come già specificato in apertura di voce, richiedeva che l'uomo o la donna osservassero le seguenti restrizioni:
- Astenersi dal vino, aceto di vino, uva e uva passa;
- Evitare di tagliarsi i capelli del capo;
- Evitare di venire a contatto con cadaveri o tombe, anche di membri di famiglia, o entrare in qualsiasi struttura che contenga cadaveri o tombe.

È inoltre proibito al nazirita di consumare uva o derivati dell'uva, anche se non alcolici. Secondo l'interpretazione rabbinica, al nazirita non viene proibito di bere bevande alcoliche non derivate da uva. Secondo l'interpretazione non rabbinica, al nazirita è proibito di consumare qualsiasi tipo di alcolico o aceto da tale alcolico, indipendentemente dalla fonte. Le leggi del mescolamento del vino o uva con altri cibi sono simili alle altre leggi alimentari ebraiche applicabili a tutti gli ebrei.
Un nazirita può pulirsi i capelli con le mani o grattarsi la testa e non si deve preoccupare se qualche capello cade. Tuttavia il nazirita non può pettinarsi i capelli dal momento che è quasi certo che il pettine strapperà qualche capello. Al nazireo non è permesso usare agenti depilatori che rimuovano i capelli. Il nazirita che guarisce dalla Tzaraath, una forma di malattia della pelle descritta in Levitico 14, è obbligato a tagliarsi i capelli nonostante sia un nazirita.
Il nazirita (ad eccezione del nazirita di Sansone, al nr. 3) non sempre diventa impuro a causa della vicinanza di un cadavere, tra cui essere sotto lo stesso tetto di un cadavere. Tuttavia il nazirita può contrarre altri tipi di impurità rituale: per esempio, un nazirita che trova un cadavere insepolto è obbligato a seppellirlo, anche se così facendo si contaminerà.

#### Contesto sociale dei simboli

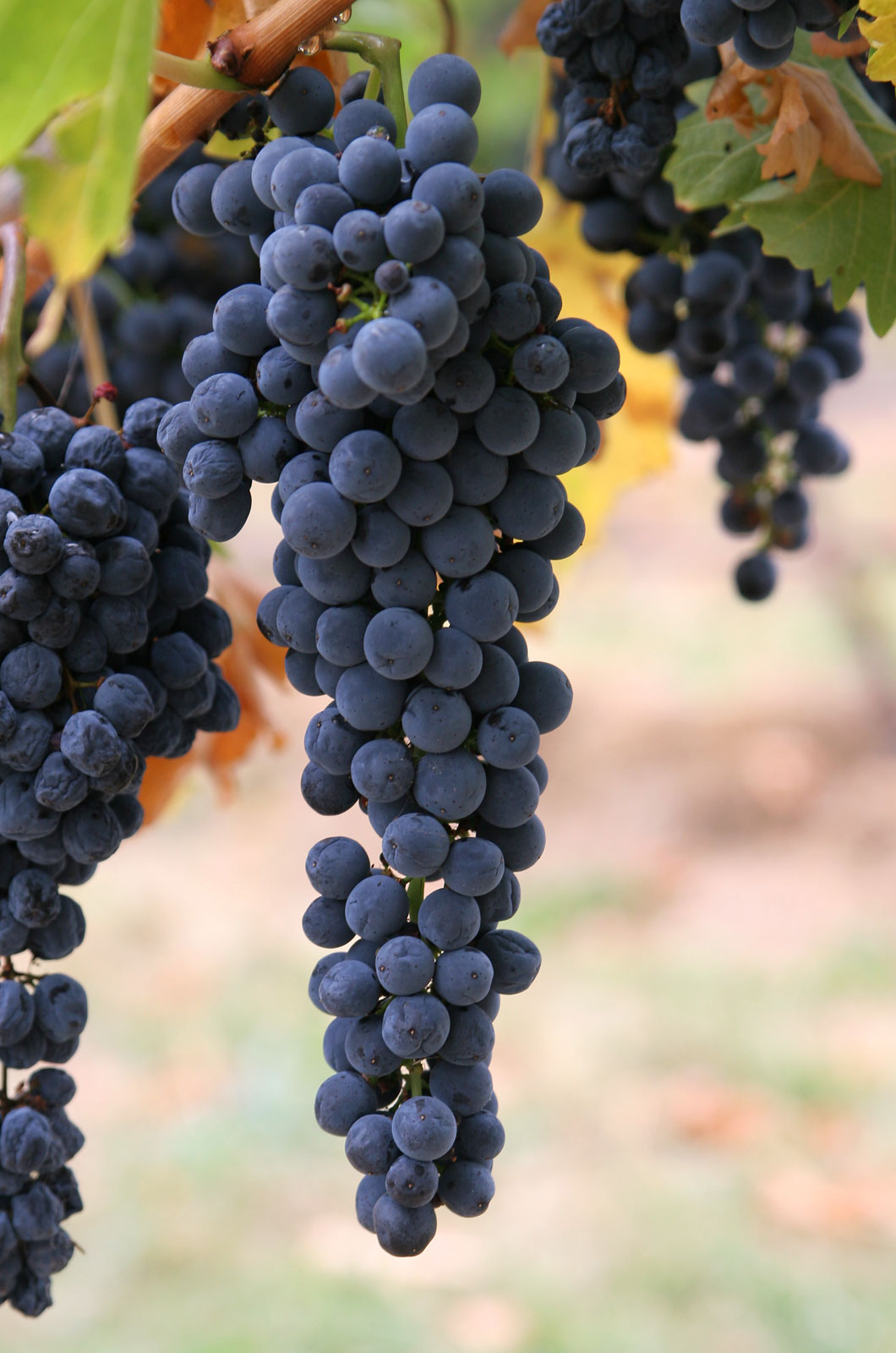
Uve da vino in vigna

Il vino e il cibo impuro (non kosher) devono essere compresi in un più ampio contesto per rendersi conto delle risonanze culturali della condizione di nazirita di cui i capelli intonsi sono parte. Cominciando col vino: da una parte il vino è frequentemente associato positivamente o negativamente col quotidiano, il conviviale e il sociale. Che si stia offrendo ospitalità ad amici o sperando di pacificare un nemico, la gente viene spesso descritta mentre porta o condivide del vino. Anna dà del vino e altri commestibili a Eli, il sacerdote, mentre porta suo figlio Samuele a servirlo. In simile modo, Iesse, padre di Davide, manda del vino a Saul, il re unto, tramite Davide stesso. Abigail mette del vino di fronte a Davide durante la sua fase di bandito, come segno di benvenuto e pacificazione, per evitare violenza contro il proprio inospitale marito e la famiglia (1 Samuele 25:18). Il vino ha anche un significato rituale di comunione nell'offerta quotidiana di libagione (Esodo 29:40, Levitico 23:13; cfr. anche l'interessante scena di Abramo e Melchisedek in Genesi 14:18). Insieme al pane, il vino denota partecipazione sociale nel pasto, con frequenti implicazioni di gioia, condivisione e letizia (Isaia 22:13; Giudici 9:13). Il vino inoltre è un medium culturale: deve essere fermentato e richiede abilità nella sua produzione. Di conseguenza, ad un livello, astenersi dal vino è come separarsi dal sociale e dal culturale.

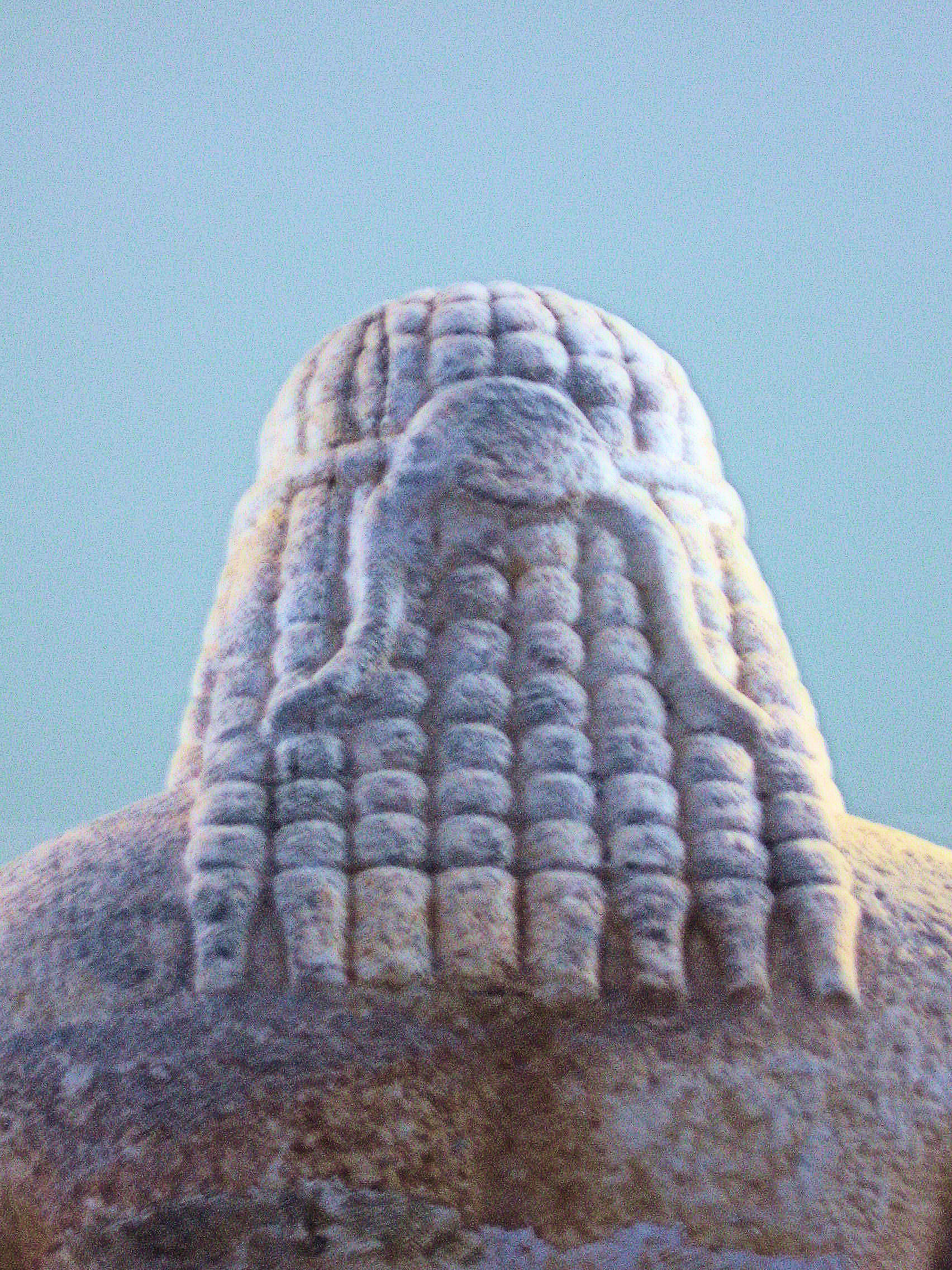
Capelli di un kouros al Museo Limenas di Taso

D'altra parte, il vino nella Bibbia ebraica è anche associato con l'eccesso e il comportamento asociale, come nel caso di Lot ubriaco (Genesi 19:32-35) che genera figli con le sue proprie figlie, e Noè (Genesi 9:21), che espone la sua nudità ai suoi figli (cfr. anche 2 Samuele 13:28 e Genesi 27:25). Bere vino significa perdere controllo o liberarsi delle proprie responsabilità (Isaia 5:11,22;28:1; Amos 2:8). Nella Bibbia quindi esiste una posizione morale dove si richiede astinenza - per esempio, da parte dei sacerdoti che servono nel santuario (Levitico 10:8-10; Ezechiele 44:21). In alcune fasi della cultura israelita antica, astenersi dal vino significa partecipare al santo e al sacro, essere ritualmente disponibili per la Divinità e identificarsi col divino. La proibizione al nazirita di bere vino in questo modo si affianca alla proibizione del cibo: non deve mangiare cibo impuro, secondo una versione dell'elenco dettagliato nel passo sacerdotale di Levitico 11.
Di grande rilevanza per gli usi bevitorii del nazirita, è la descrizione in Geremia 35 di un gruppo chiamato dei "Racabiti", il cui atavico eroe proibisce loro non solo di bere vino, ma anche di abitare in case, di seminare, o di piantare vigne; devono invece vivere in tende. L'immagine ad un livello è quella dell'astinenza, e Geremia sembra ammirare l'autodisciplina dei Racabiti che mantengono queste regole, in contrasto con gli Israeliti, che non obbediscono i comandamenti di Dio. Tuttavia, il complesso di relativi simboli indica un certo tipo di posizione non socializzante, un modo controculturale di vivere dove le persone evitano la condivisione del vino, di vivere in case e di svolgere attività agricolturali: è come se ritornassero ad una forma di esistenza pre-agricola, nomadica. I Recabiti sembrano adottare un modus vivendi che ha un minore effetto permanente sul paesaggio naturale. Similmente, il nazirita permette ai suoi capelli di crescere, incontaminati da strumenti umani; il nazirita è quindi un tipo speciale di persona distinta, separata, santa, e autodisciplinata in aderenza a queste regole; è controculturale. Non bere vino lo mantiene socialmente separato da un importante prodotto agricolo che forma relazioni tra la gente e tra gli esseri umani e Dio. Sebbene i Recabiti non siano naziriti, pur tuttavia si discernono alcune similarità nel sistema di simboli che li circondano. Non sappiamo perché il sostenitore delle regole recabite, Jonadab di Recab, richieda ai propri discendenti di obbedire tali tradizioni di astinenza o cosa lo ispiri; Sansone, tuttavia, è un nazir secondo quanto ordinato dalla Divinità tramite un Suo emissario in un'annunciazione alla madre. La condizione è quindi involontaria. In tale rispetto, Sansone come nazirita contrasta con la descrizione del voto nazireo volontario in Numeri 6. Sansone può essere paragonato ad altre figure bibliche e porterebbe ad una più ampia analisi nel contesto dei capelli lunghi per gli uomini. Ne emergerebbe un nesso tra la villosità, la mascolinità, la nascita inusuale, la scelta divina, ed i capelli, la condizione di guerriero/messia, il comando.

### Concludere il periodo di nazireato
Alla fine del periodo di nazireato, il nazirita portava tre sacrifici al Tempio di Gerusalemme: il primo era un agnello come offerta d'olocausto (olah, bruciata sull'altare del Tempio), seconda era una pecora come offerta del peccato (hatat) e infine un capretto come offerta di pace (shelamim), oltre ad un cesto di pane azzimo (matzah), grano e libagione, che accompagnavano l'offerta di pace. Dopo l'offerta di tali sacrifici, il nazirita si radeva la testa nella corte esterna del Tempio.
Parte dell'offerta di inizio del nazireato veniva data al kohen. Tale dono viene elencato come uno dei 24 doni kohanici.

## Atteggiamenti nei confronti dei nazirei
Il nazireo è chiamato "consacrato al Signore" (Numeri 6:8), ma allo stesso tempo deve portare un'offerta per il peccato (Numeri 6:11) ed i suoi peccati sono esplicitamente menzionati ("farà espiazione per lui, perché ha peccato"). Questa contraddizione apparente, indicata nel Talmud babilonese, portò a due interpretazioni divergenti. Samuel di Nehardea e Rabbi Eleazar ha-Kappar, concentrandosi sull'offerta del peccato del nazirita, lo consideravano un peccatore, insieme a chiunque altro digiunasse quando non ve n'era obbligo o che prendesse voti di qualsiasi tipo. Un altro Rabbi Eleazar sosteneva che il nazirita fosse santo e che il peccato citato nel versetto biblico si applicasse solo a quel nazirita che diventava impuro ritualmente (per esempio, venendo a contatto con un morto).
Simeone il Giusto (un Sommo Sacerdote del Secondo Tempio) si opponeva al voto nazireo e consumò il sacrificio offerto da un nazirita solo una volta. Un giorno, un giovane dai capelli fluenti venne da lui, desiderando di farsi radere la testa. Quando gliene fu chiesto il motivo, il giovane rispose che aveva visto il proprio volto riflesso in una fontana e ciò gli era piaciuto immensamente, in modo tale che ora temeva che la sua bellezza gli potesse diventare un idolo. Egli voleva quindi offrire i suoi capelli a Dio, e Simeone approvò e poi mangiò l'offerta del peccato che il giovane aveva portato.
Maimonide, seguendo l'opinione di Rabbi Eleazar ha-Kappar, chiama il nazirita peccatore, spiegando che una persona dovrebbe sempre essere moderata nelle sue azioni e non andare agli estremi. Ciò nonostante, afferma anche che il nazirita può essere iniquo o giusto a seconda delle circostanze.
Nahmanide, nel suo commentario della Torah, si associa a Samuel di Nehardea e a Rabbi Eleazar, spiegando che idealmente la persona dovrebbe essere un nazirita per tutta la vita e quindi, nel cessare di esserlo, si richiede un'offerta del peccato.
Molte opinioni successive trovano compromessi tra queste interpretazioni e spiegano che il nazirita possa essere sia buono che cattivo.

## I nazirei nella storia

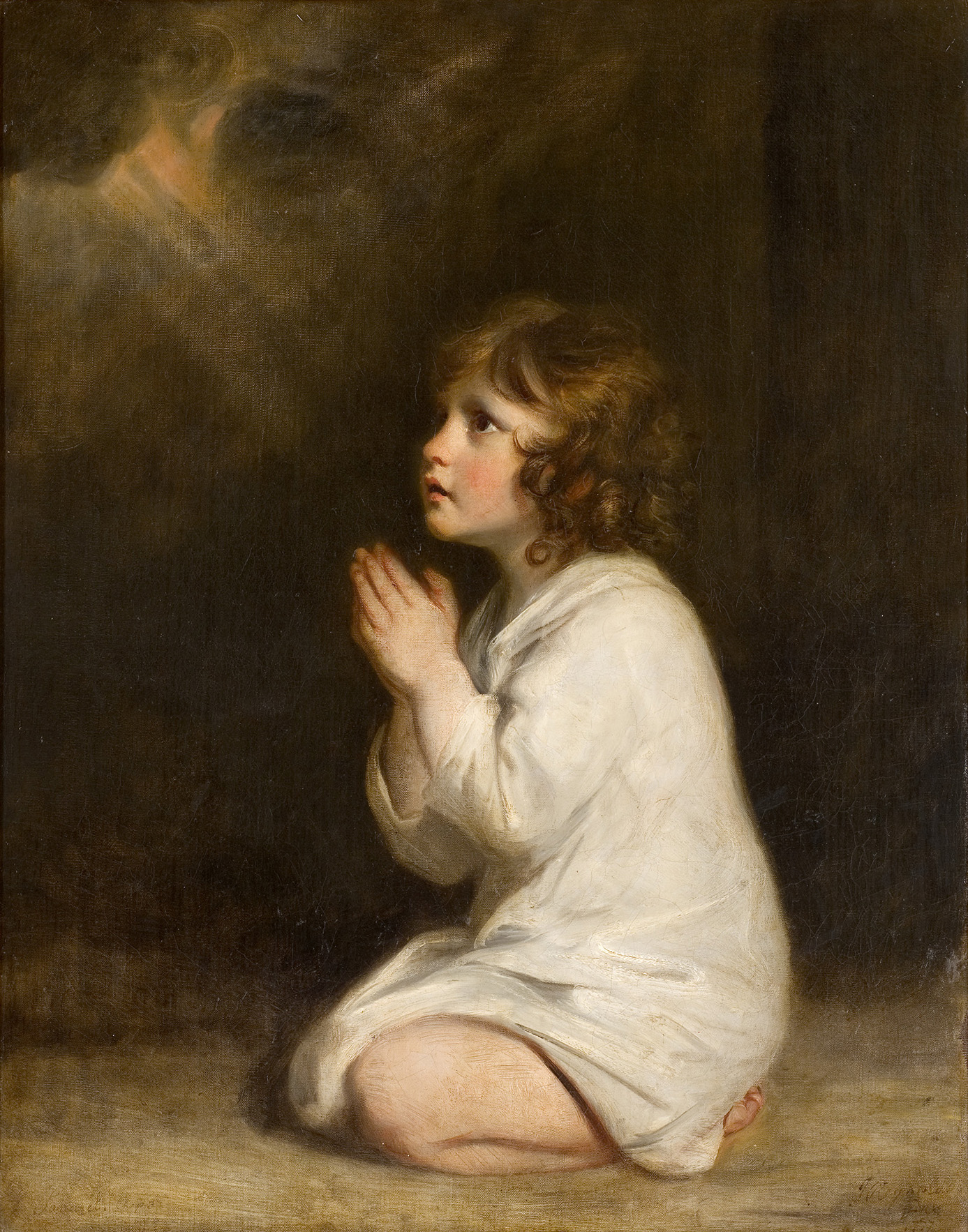
Il giovane Samuele di Joshua Reynolds, 1723

### Voti nazirei nella Bibbia ebraica
Due esempi di naziriti nella Bibbia ebraica sono Sansone (Giudici 13:5) e Samuele (1 Samuele 1:11). Nel primo caso, Dio inviò un angelo a far conoscere alla madre, che ancora non aveva concepito, che Dio voleva il voto per suo figlio in modo che conducesse una vita da nazireo (cfr. Giudici 13:3-5), e nel secondo caso, la madre di Samuele (Anna) fece il voto prima ancora di aver concepito un figlio, dato che era sterile (cfr. 1 Samuele 1:11) – tali voti obbligavano a vivere una vita devota, ma in cambio avrebbero ricevuto doni straordinari: Sansone avrebbe posseduto grande forza e abilità nel combattimento fisico, mentre Samuele sarebbe stato un profeta.
Sansone ad un certo punto trasgredisce i voti, toccando un cadavere (Giudici 14:8-9) e bevendo del vino ("Sansone fece un convito, in ebraico משׁתה‎? "festa del bere", in Giudici 14:10). L'esegeta Gregory Goswell indica che "non si possono capire la carriera e gli errori di Sansone, senza prendere in considerazione la sua condizione di nazirita".
- Giudici 13:6-7[85]

6.La donna andò a dire al marito: «Un uomo di Dio è venuto da me; aveva l'aspetto di un angelo di Dio, un aspetto terribile. Io non gli ho domandato da dove veniva ed egli non mi ha rivelato il suo nome.
7. Ma mi ha detto: 'Ecco tu concepirai e partorirai un figlio; ora non bere vino né bevanda inebriante e non mangiare nulla d'immondo, perché il fanciullo sarà un nazireo di Dio dal seno materno fino al giorno della sua morte'.»
- Amos 2:11-12[86]

11. «Feci sorgere alcuni profeti tra i vostri figli e Nazirei fra i vostri giovani. Non è forse così, o figli d'Israele?»: dice l'Eterno.
12. «Ma voi avete fatto bere vino ai Nazirei e avete comandato ai profeti, dicendo: "Non profetizzate".

### Voti nazirei nel periodo intertestamentario
Questo voto venne osservato anche nel cosiddetto periodo "intertestamentario" (cioè il periodo tra la scrittura della Bibbia ebraica e quella del Nuovo Testamento cristiano). 1 Maccabei 3:49 (parte dei Libri deuterocanonici cristiani) cita che avevano finito i loro voti nazirei, con un esempio datato verso il 166 p.e.v. Flavio Giuseppe menziona una quantità di persone che avevano presi i voti, tra cui il suo tutore Banns (Antichità giudaiche 20.6) e Gamaliele registra nella Mishnah come il padre di Rabbi Chenena avesse fatto un voto nazireo per tutta la vita davanti a lui (Nazir 29b).
Il Septuaginta usa vari termini per tradurre i 16 usi di Nazir nella Bibbia ebraica, come per es. "colui che fece voto" (euxamenos εὐξαμένος) o "colui che fu fatto santo" (egiasmenos ἡγιασμένος) e altri. Non viene tradotto e traslitterato in Giudici 13:5 come nazir (ναζιρ).

### Naziriti nel Nuovo Testamento

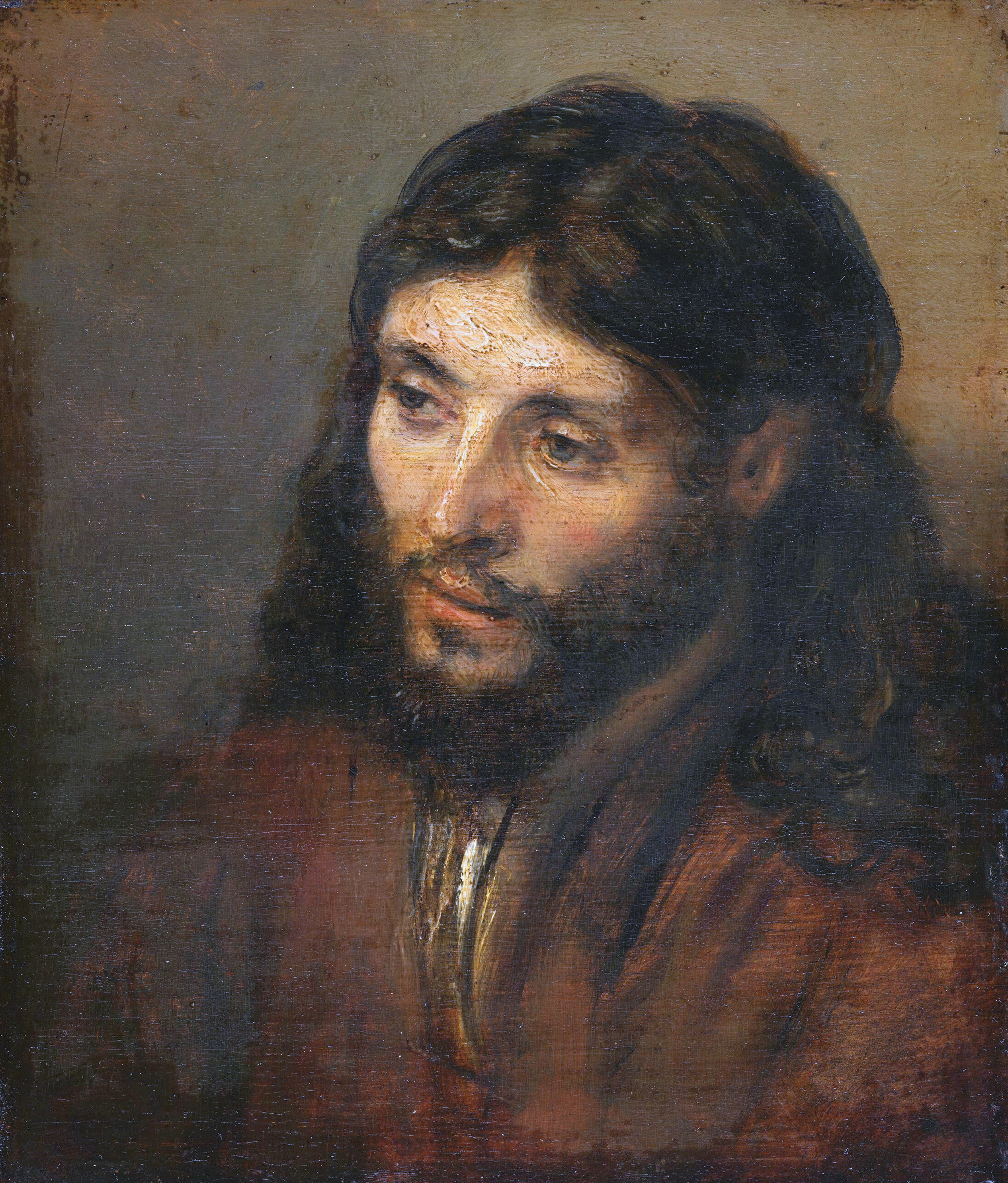
Capelli fluenti e barba lunga per il Cristo di Rembrandt (1648)

La pratica di un voto nazirita fa parte dell'ambiguo termine greco "Nazareni" che appare nel Nuovo Testamento; il sacrificio di un agnello e l'offerta del pane in verità suggerisce una relazione col simbolismo cristiano (del resto, però, queste sono le due offerte più frequenti prescritte dal Levitico, quindi non se ne può trarre una conclusione definitiva). Mentre un detto in Matteo 11:18-19 e Luca 7:33-35 attribuito a Gesù rende dubbio che, indicato dal popolino come un "beone", fosse un nazirita durante il suo ministero, il versetto finisce con una strana affermazione: "Ma alla sapienza è stata resa giustizia dai suoi figli". L'esaltazione del consumo rituale del vino come parte dell'Eucaristia, il tevilah in Marco 14:22-25 indica che Gesù osservava questo aspetto del voto di nazireato, quando disse: "In verità vi dico che io non berrò più del frutto della vite fino al giorno in cui lo berrò nuovo nel regno di Dio". Il rituale purificatorio col quale Gesù inizia il suo ministero (riportato in greco come "Battesimo") ed il suo voto in Marco 14:25 e Luca 22:15-18 alla fine del suo ministero, rispettivamente riflettono i passi finali ed iniziali (purificazione con immersione in acqua e astensione dal vino) inerenti al voto nazireo. Tali passi potrebbero indicare che Gesù intendeva identificarsi come nazirita ("non bevendo il frutto della vigna") prima della sua crocifissione e persino rifiutando l'aceto/vino mentre appeso in croce (Matteo 27:34: "gli diedero da bere vino [aceto] mescolato con fiele; ma egli, assaggiatolo, non ne volle bere.")
Luca evangelista chiaramente era consapevole che il vino era proibito in questa pratica votiva, poiché l'Arcangelo Gabriele (Luca 1:13-15) che annuncia la nascita di Giovanni Battista predice che "egli sarà grande davanti al Signore; non berrà vino né bevande inebrianti, sarà pieno di Spirito Santo fin dal seno di sua madre", in altre parole, un nazireo fin dalla nascita, con l'implicazione che Giovanni avesse fatto il voto di nazireato permanente.
Gli Atti degli Apostoli sono attribuiti a Luca e in Atti 18:18, Paolo di Tarso si taglia i capelli a causa di un voto che aveva fatto; si apprende inoltre che i primi giudeo-cristiani occasionalmente prendevano il voto nazireo temporaneo ed è probabile che il voto di Paolo menzionato in Atti 18:18 fosse di natura simile, sebbene radersi la testa a Cencrea (Corinto), fuori della Palestina, non fosse in conformità con le regole indicate nel sesto capitolo di Numeri, né con la loro interpretazione da parte delle scuole rabbiniche del tempo. Se si deve prestar fede alla leggenda di Egesippo citata da Eusebio di Cesarea, Giacomo il Minore, Vescovo di Gerusalemme, fu un nazirita ed eseguì con rigorosa precisione tutte le pratiche comandate da quella regola di vita. In Atti 21:20-24 Paolo venne avvisato di controbattere le accuse di alcuni giudaizzanti (che egli incoraggiasse una rivolta contro la Legge Mosaica). Egli allora mostrò ai "credenti là" (credenti in Gesù, cioè i giudeo-cristiani) in Gerusalemme che si purificava e accompagnava quattro uomini al Tempio "che hanno un voto [nazireo] da sciogliere. Prendili con te, compi la purificazione insieme con loro e paga tu la spesa per loro perché possano radersi il capo. Così tutti verranno a sapere che non c'è nulla di vero in ciò di cui sono stati informati, ma che invece anche tu ti comporti bene osservando la legge." (al fine di confutare gli oppositori). In ogni modo, tali stratagemmi ritardarono di poco l'inevitabile assalto contro di lui. Quando entrò nel Tempio lo arrestarono e accusarono in Atti 24:5-18:
Il fatto che Paolo venga accusato di essere il "capo della setta dei Nazorei" - tradotto anche con "Nazareni" - fornisce un'ulteriore verifica che il termine "Nazoreo/Nazareno" era una traduzione erronea del nome Nazirita/Nazireo. In ogni caso, il rapporto di Paolo di Tarso con il giudaismo è ancora centro di accesi dibattiti.
Cosa curiosa è il fatto che Luca qui non citi che l'apostolo Giacomo il Giusto abbia preso i voti di nazireato, sebbene storici cristiani successivi (per esempio, Epifanio di Salamina, Panarion 29.4) credettero che lo avesse fatto, e il voto di un nazirita spiegherebbe l'ascetismo che Eusebio di Cesarea appunto attribuisce a Giacomo (ascetismo che il voto ebraico di nazireato non avrebbe mai contemplato), un'attribuzione che diede a Giacomo il titolo di "Giacomo il Giusto".

## Descrizione nella Bibbia
Il Libro dei Numeri 6:1-27 riporta il testo seguente:
Per tutto il tempo del suo nazireato non mangerà alcun prodotto della vigna, dai chicchi acerbi alle vinacce.
Per tutto il tempo del suo voto di nazireato il rasoio non passerà sul suo capo; finché non siano compiuti i giorni per i quali si è consacrato al Signore, sarà santo; si lascerà crescere la capigliatura.
Per tutto il tempo in cui rimane consacrato al Signore, non si avvicinerà a un cadavere; si trattasse anche di suo padre, di sua madre, di suo fratello e di sua sorella, non si contaminerà per loro alla loro morte, perché porta sul capo il segno della sua consacrazione a Dio.
Per tutto il tempo del suo nazireato egli è consacrato al Signore.
Se uno gli muore accanto improvvisamente e il suo capo consacrato rimane così contaminato, si raderà il capo nel giorno della sua purificazione; se lo raderà il settimo giorno; l'ottavo giorno porterà due tortore o due colombi al sacerdote, all'ingresso della tenda del convegno.
Il sacerdote ne offrirà uno in sacrificio espiatorio e l'altro in olocausto e farà per lui il rito espiatorio del peccato in cui è incorso a causa di quel morto; in quel giorno stesso, il nazireo consacrerà così il suo capo.
Consacrerà di nuovo al Signore i giorni del suo nazireato e offrirà un agnello dell'anno come sacrificio di riparazione; i giorni precedenti non saranno contati, perché il suo nazireato è stato contaminato.
Questa è la legge del nazireato; quando i giorni del suo nazireato saranno compiuti, lo si farà venire all'ingresso della tenda del convegno; egli presenterà l'offerta al Signore: un agnello dell'anno, senza difetto, per l'olocausto; una pecora dell'anno, senza difetto, per il sacrificio espiatorio, un ariete senza difetto, come sacrificio di comunione; un canestro di pani azzimi fatti con fior di farina, di focacce intrise in olio, di schiacciate senza lievito unte d'olio, insieme con l'oblazione e le libazioni relative.
Il sacerdote presenterà quelle cose davanti al Signore e offrirà il suo sacrificio espiatorio e il suo olocausto; offrirà l'ariete come sacrificio di comunione al Signore, con il canestro dei pani azzimi; il sacerdote offrirà anche l'oblazione e la libazione.
Il nazireo raderà, all'ingresso della tenda del convegno, il suo capo consacrato; prenderà i capelli del suo capo consacrato e li metterà sul fuoco che è sotto il sacrificio di comunione.
Il sacerdote prenderà la spalla dell'ariete, quando sarà cotta, una focaccia non lievitata dal canestro e una schiacciata senza lievito e le porrà nelle mani del nazireo, dopo che questi si sarà raso il capo consacrato.
Il sacerdote le agiterà, come offerta da farsi secondo il rito dell'agitazione, davanti al Signore; è cosa santa che appartiene al sacerdote, insieme con il petto dell'offerta da agitare ritualmente e con la spalla dell'offerta da elevare ritualmente.
Dopo, il nazireo potrà bere il vino.
Questa è la legge per chi ha fatto voto di nazireato, tale è la sua offerta al Signore per il suo nazireato, oltre quello che i suoi mezzi gli permetteranno di fare. Egli si comporterà secondo il voto che avrà fatto in base alla legge del suo nazireato».

## Voti nazariti moderni

### Movimenti protestanti
In uno dei suoi libri il predicatore protestante cinese Witness Lee - della denominazione Chiese cristiane locali - designa ciascuno dei tre requisiti del voto nazireo come rappresentazione metaforica di certe separazioni fisiche; tali requisiti vengono anche indicati come digiuni:
- Astenersi dal vino – "Per tutto il tempo del suo nazireato non mangerà alcun prodotto della vigna, dai chicchi acerbi alle vinacce."(Numeri 6:4[114]) Secondo Lee, il vino significa digiunare dai "piaceri terreni o godimenti mondani."[113]
- Evitare di tagliarsi i capelli – "Per tutto il tempo del suo voto di nazireato il rasoio non passerà sul suo capo"(Numeri 6:5[115]). Il Nuovo Testamento afferma che è indecoroso per l'uomo lasciarsi crescere i capelli.[116] Quindi, secondo Lee, indecoroso significa separazione dalla "vanagloria".[117]
- Evitare la morte – "Per tutto il tempo in cui rimane consacrato al Signore, non si avvicinerà a un cadavere."(Numeri 6:6[118]) Per Lee evitare la morte, anche la morte di un membro di famiglia, significa separazione dai nostri "affetti naturali"[119]

## Rastafarianesimo

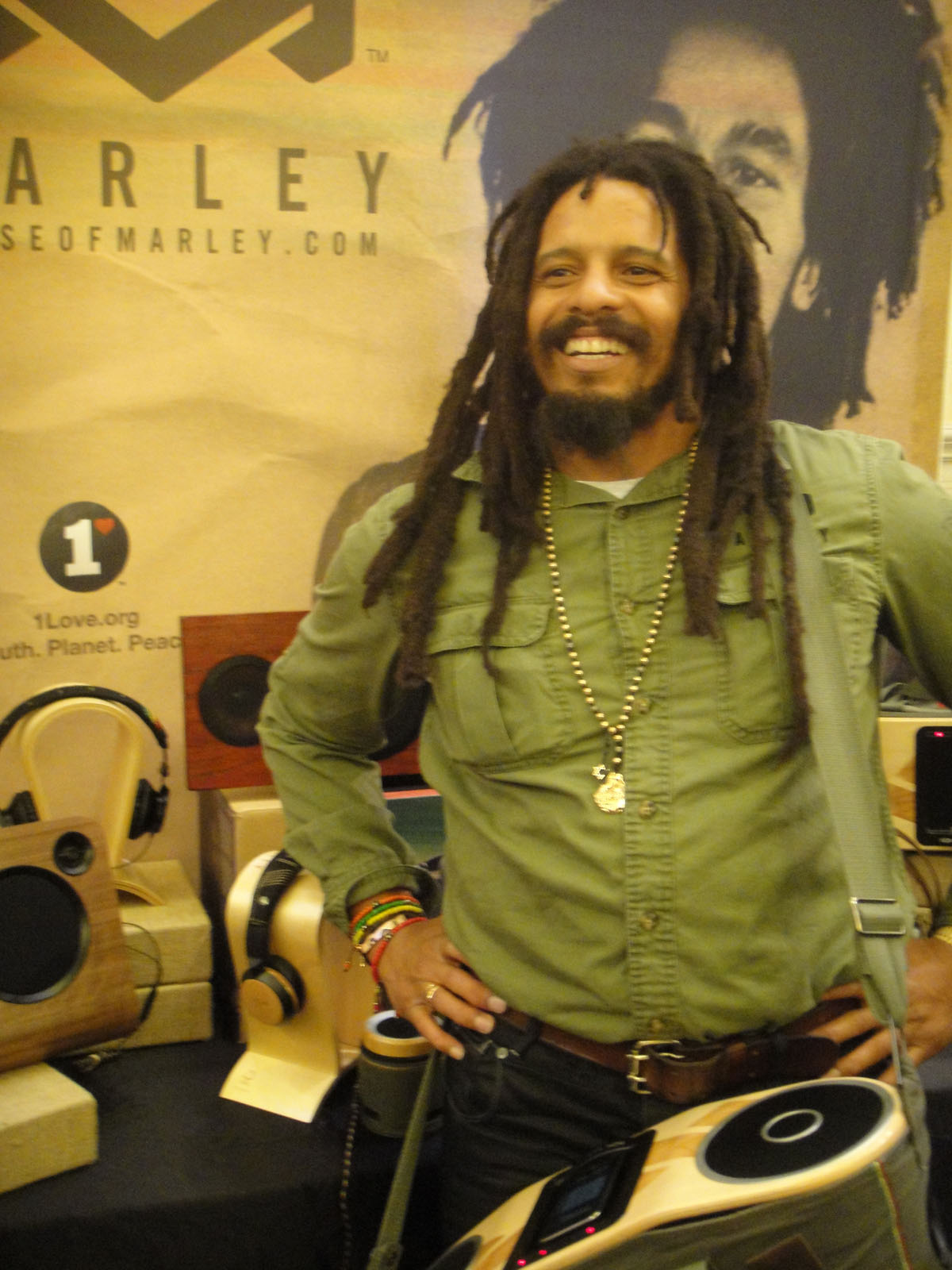
Rohan Marley, figlio di Bob Marley, con dreadlocks

I rastafariani sono stati ispirati dalla Bibbia e vedono il voto di nazireato come una raccomandazione di Dio a lasciar crescere i capelli lunghi, ed è da qui che nasce il concetto dei dreadlocks, il tipico taglio rastafariano. Infatti essi vedono questa pettinatura come il simbolo di forza e di coraggio dell'immagine di Sansone.
In verità la tradizione del nazireato ha avuto una rimarchevole influenza sul moderno movimento del Rastafari, e certi elementi del voto sono stati adottati come parte di questa religione. Nel descrivere gli obblighi della propria religione infatti i rastafariani stafari fanno riferimento al voto nazireo fatto da Sansone. Parte di questo voto, come è adottato dai rastafariani, è di evitare di tagliarsi i capelli, ispirandosi al testo di Levitico 21:5: "Non si faranno tonsure sul capo, né si raderanno ai lati la barba né si faranno incisioni nella carne." Il segno visibile di tale voto è, come già detto, l'acconciatura con dreadlocks. Alcuni rastafariani hanno affermato che Sansone aveva dreadlocks, come indicato da una descrizione che asserisce che egli avesse sette ciocche (=locks in ingl.) sul capo. Altri interpretano le "ciocche" di Sansone come semplici trecce.
Inoltre, ai rastafariani viene insegnato di astenersi dagli alcolici in base al voto nazireo. Hanno anche adottato leggi alimentari derivate dal Libro del Levitico, il che rappresenta una certa somiglianza con i divieti della legge alimentare ebraica del Kasherut. Hanno però implementato l'utilizzo della marijuana come erba medicinale, ma anche come erba meditativa, apportatrice di saggezza, ausilio alla preghiera. I rasta sostengono che l'erba ganja sia cresciuta sulla tomba del Re Salomone, chiamato il Re Saggio, e da esso ne tragga forza. La Marijuana è anche associata all'Albero della Vita e della Saggezza che era presente nell'Eden a fianco dell'Albero della conoscenza del bene e del male.
I rastafariani, comunque, predicano la disciplina morale ed il controllo di sé, e sono avversi ad ogni forma di ubriachezza. Nel 2008 la Corte di cassazione, con la sentenza numero 28270 della Sesta sezione penale, accogliendo il ricorso di un imputato rastafariano, ha dato per la prima volta rilievo all'appartenenza a tale religione. L'imputato era stato trovato in possesso di una quantità pari a venti volte il limite, indicato dalla legge, oltre il quale si rischia l'incriminazione per spaccio di sostanze stupefacenti.